# Heerlijkheid Fleckenstein

Wapen van Fleckenstein

Fleckenstein-Dagstuhl

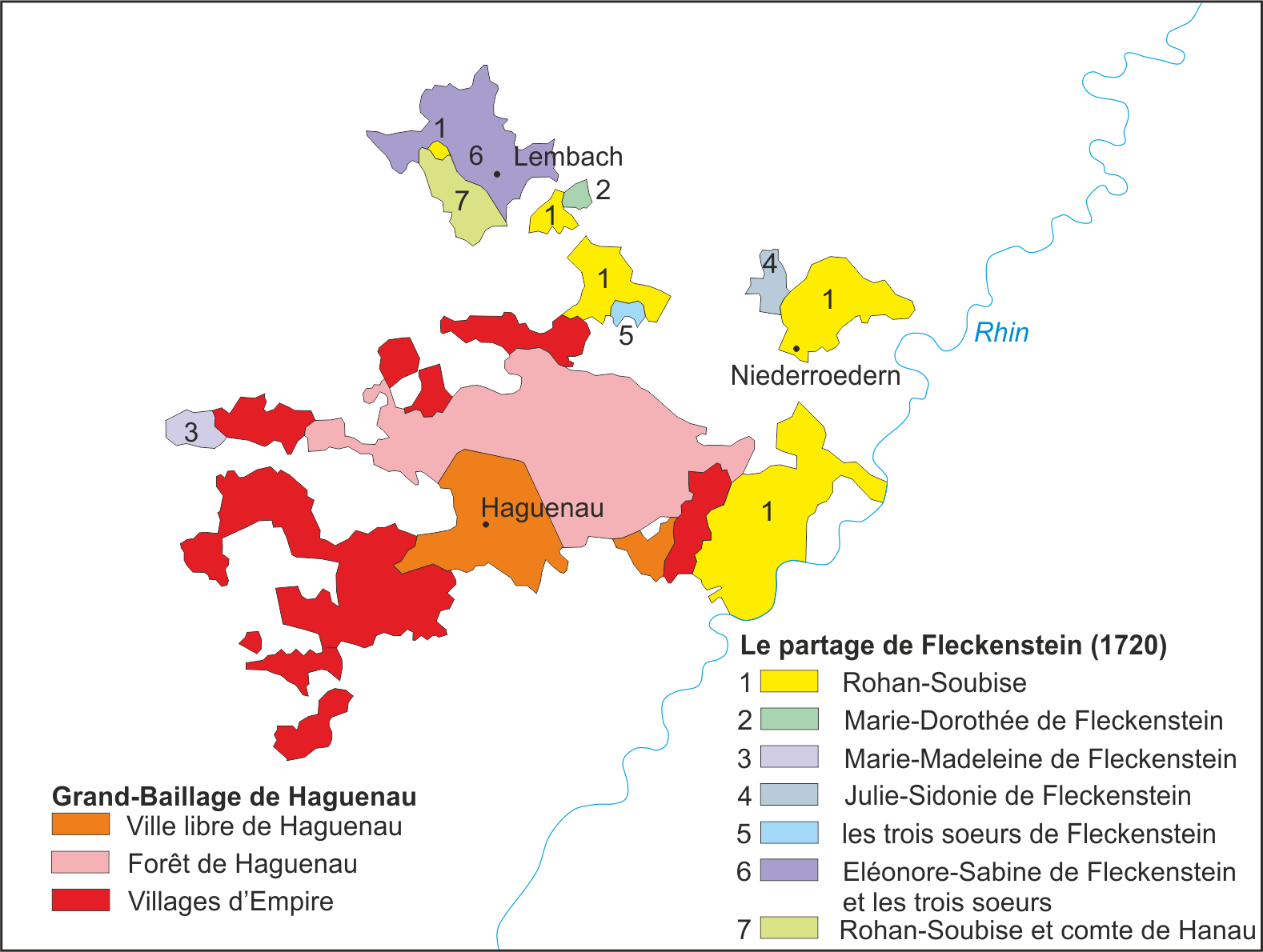
Verdeling van de heerlijkheid Fleckenstein in 1720

Fleckenstein was een heerlijkheid in de Elzas.  De Burcht Fleckenstein is te vinden in de Franse gemeente Lembach.

## Ontstaan van de heerlijkheid
In 1129 wordt er een Godfried van Fleckenstein vermeld, die de burcht Fleckenstein bewoonde. Waarschijnlijk is Hendrik I van Fleckenstein een nakomeling van hem. Na de dood van Hendrik I omstreeks 1250 stichtten zijn drie zonen de volgende takken:
- Wolfram II: is de stamvader van de tak die later Fleckenstein-Dagstuhl wordt genoemd (uitgestorven in 1644)
- Frederik II is de stamvader van de tak te Soulz  (uitgestorven in 1351)
- Rudolf is de stamvader van de tak te Rödern (uitgestorven in 1720)

## De tak Fleckenstein-Dagstuhl (1250-1644)
Hendrik V van Fleckenstein (overleden 1365) verwierf de helft van de heerlijkheid Beinheim. Zijn kleinzoon Hendrik IX verwierf in 1333 en 1375 een aandeel in de heerlijkheid Dagstuhl. Van zijn zonen werd Johan in 1423 prins-bisschop van Bazel, teerwijl Frederik IV hem in zijn bezittingen opvolgde. Deze verwierf in 1408 een aandeel in de Ganerbenburcht Madenburg. Het aandeel in de Madenburg ging in 1488 weer verloren. In 1402 en 1404 werd de heerlijkheid Beinheim verkocht aan het markgraafschap Baden. Frederik VII van Fleckenstein werd op 22 september 1467 door de keizer verheven tot rijksvrijheer van Dagstuhl. De laatste telg van deze tak was Georg II van Fleckenstein, vrijheer van Dagstuhl. Hij verkocht Dagstuhl aan de heren van Sötern en overleed op 31 januari 1644.

## De (oudere) tak Fleckenstein-Soultz (1250-1351)
De heren uit deze tak voerden de titel rijksridder te Soultz (Duits: Sulz). De laatste telg was Hendrik IX, die in het bezit was van Soultz, Blumenstein en Riedseltz. Hij overleed in 1351, waarna Soultz aan de jongste tak van de heren van Fleckenstein kwam.

## De (oudere) tak Fleckenstein-Rödern (1250-1380)
Onder Hendrik X, genaamd van Bickenbach nam het bezit sterk toe. Hij regeerde in Rödern, Surbourg en half Beinheim. Sinds 1352 in Zutzenburg, 1353 in Soultz, 1354 in Fleckenstein, 1362 in half Hunabourg en 1363 in half Lützelhard. Na zijn dood in 1380 werden zijn bezittingen gedeeld onder twee zonen:
- Hendrik XII de jongere in Bickenbach  (later genoemd naar Niederrödern) uitgestorven in 1637)
- Hendrik XIII de jongste in Soulz (uitgestorven in 1720)

## De  (jongere) tak Fleckenstein-Rödern (1380-1637)
De laatste van deze tak was Wolfgang Philips, die overleed op 6 novemberf 1637. Zijn zuster Anna Margaretha was zijn erfgename.

## De (jongere) tak Fleckenstein-Soultz (1380-1720)
Jakob II van Fleckenstein kwam ook in het bezit van het kasteel Wasigenstein en de dorpen Niedersteinbach en Pfaffenbronn. Deze bezittingen bleven echter deel uitmaken van het graafschap Lichtenberg. Wel ging Hohwiller deel uitmaken van de heerlijkheid Fleckenstein. De twee zonen van Frederik IX (overleden in 1621) waren Georg Hendrik en Jacob V. Zij noemden zich heer van Fleckenstein-Windeck. Windeck maakte deel uit van de heerlijkheid Schoeneck en viel dus buiten de heerlijkheid Fleckenstein. 
In 1680 moesten de heren zich onderwerpen aan de Franse soevereiniteit, waardoor het gebied niet langer deel uitmaakte van het Heilige Roomse Rijk. In 1689 werd er door Frankrijk op een eiland in de Rijn het Fort-Louis gebouwd, waardoor de rechten van Fleckenstein op dit gebied verloren gingen.
De laatste heer was Hendrik Jacob, die overleed op 26 april 1720.

## De verdeling van Fleckenstein na 1720
Na de dood van Hendrik Jacob in 1720 ontstond er een erfstrijd, waarbij de status van de verschillende bezittingen een rol speelde. Een lid van de familie Rohan-Soubise was medebeleend met de feodale bezittingen en werd gesteund door de Franse koning. Hendrik Jacob had echter ook drie dochters en een kleindochter van zijn in 1710 overleden zoon. Deze vier vrouwen maakten aanspraak op de allodiale bezittingen.
Het gevolg was een versplintering van de heerlijkheid. 
- Een belangrijk deel (de ambten Soultz en Roppenheim) kwamen aan Rohan Soubise.
- Drachenbronn kwam aan de oudste zuster Maria Dorothea, die gehuwd was met Wolf Hendrik van Gölnitz.
- Zutzendorf kwam aan de tweede zuster, Maria Magdalena, die gehuwd was met Filips Christof Geiling van Altheim.
- Trimbach kwam aan de derde zuster, Julia Sidonia, die gehuwd was met Ignatius Lodewijk Viztum van Egersberg. Later kwam Trimbach door verkoop aan de familie Reisenbach.
- De kleindochter Elonora Sidonia kreeg aandelen in verschillende bezittingen, o.a. Lembach. Zij was gehwud met Filips Ferdinand Joham van Mundolsheim.
- Hohwiller (nu bij de gemeente Soultz-sous-Forêts) kwam in gemeenschappelijk bezit van de drie zusters en later hun nakomelingen.
- Lembach kwam aan de vier vrouwen gemeenschappelijk.

Literatuur:
Schoepflin, Jean Daniel, L'Alsace Illustrée, Deel 5, Mulhouse (1852) https://books.google.nl/books?id=ALXhtLaCdTMC&printsec=frontcover&hl=nl&source=gbs_ge_summary_r&cad=0#v=onepage&q&f=false